# جيك كريستنسن
جيك كريستنسن (بالإنجليزية: Jake Christensen)‏ هو لاعب كرة قدم أمريكية أمريكي، ولد في 15 أغسطس 1986 في لوكبورت في الولايات المتحدة.